# Natación en los Juegos Olímpicos de Londres 2012 – 200 metros estilo pecho femenino
El evento de 200 metros estilo pecho femenino de natación olímpica en los Juegos Olímpicos de Londres 2012 tuvo lugar entre el 1 y 2 de agosto en el  Centro Acuático de Londres.

## Récords
RM=Récord mundial
RO=Récord olímpico
RN=Récord nacional
RE=Récord europeo
Los siguientes récords se establecieron durante la competición:
| Fecha       | Evento    | Nombre       | Nacionalidad         | Tiempo  | RO | RM |
| ----------- | --------- | ------------ | -------------------- | ------- | -- | -- |
| 1 de agosto | Semifinal | Rebecca Soni | Estados Unidos (USA) | 2:20.00 | RO | RM |
| 2 de agosto | Final     | Rebecca Soni | Estados Unidos (USA) | 2:19.59 | RO | RM |

## Resultados

### Heats
| Rank | Heat | Línea | Nombre                    | Nacionalidad                  | Tiempo  | Notas |
| ---- | ---- | ----- | ------------------------- | ----------------------------- | ------- | ----- |
| 1    | 5    | 8     | Rebecca Soni              | Estados Unidos (USA)          | 2:21.40 | Q     |
| 2    | 5    | 6     | Rikke Pedersen            | Dinamarca (DEN)               | 2:22.69 | Q     |
| 3    | 3    | 4     | Satomi Suzuki             | Japón (JPN)                   | 2:23.22 | Q     |
| 4    | 5    | 5     | Micah Lawrence            | Estados Unidos (USA)          | 2:24.50 | Q     |
| 5    | 5    | 3     | Anastasia Chaun           | Rusia (RUS)                   | 2:25.39 | Q     |
| 6    | 4    | 1     | Joline Höstman            | Suecia (SWE)                  | 2:25.44 | Q     |
| 7    | 3    | 3     | Ji Liping                 | República Popular China (CHN) | 2:25.76 | Q     |
| 7    | 3    | 1     | Back Su-Yeon              | Corea del Sur (KOR)           | 2:25.76 | Q     |
| 9    | 3    | 2     | Suzaan van Biljon         | Sudáfrica (RSA)               | 2:25.94 | Q     |
| 10   | 3    | 6     | Sally Foster              | Australia (AUS)               | 2:26.04 | Q     |
| 11   | 3    | 7     | Sara El Bekri             | Marruecos (MAR)               | 2:26.05 | Q     |
| 12   | 4    | 5     | Kanako Watanabe           | Japón (JPN)                   | 2:26.38 | Q     |
| 13   | 4    | 6     | Martha McCabe             | Canadá (CAN)                  | 2:26.39 | Q     |
| 14   | 4    | 4     | Yulia Yefímova            | Rusia (RUS)                   | 2:26.83 | Q     |
| 14   | 4    | 7     | Jeong Da-Rae              | Corea del Sur (KOR)           | 2:26.83 | Q     |
| 16   | 5    | 1     | Tessa Wallace             | Australia (AUS)               | 2:26.94 | Q     |
| 17   | 2    | 5     | Ganna Dzerkal             | Ucrania (UKR)                 | 2:27.09 |       |
| 18   | 4    | 8     | Stacey Tadd               | Reino Unido (GBR)             | 2:27.18 |       |
| 19   | 5    | 7     | Fanny Lecluyse            | Bélgica (BEL)                 | 2:27.30 |       |
| 20   | 5    | 2     | Marina Garcia Urzainqui   | España (ESP)                  | 2:27.57 |       |
| 21   | 3    | 5     | Tera van Beilen           | Canadá (CAN)                  | 2:27.70 |       |
| 22   | 5    | 8     | Chiara Boggiatto          | Italia (ITA)                  | 2:27.74 |       |
| 23   | 3    | 8     | Sara Nordenstam           | Noruega (NOR)                 | 2:27.90 |       |
| 24   | 4    | 3     | Sun Ye                    | República Popular China (CHN) | 2:27.94 |       |
| 25   | 4    | 2     | Nada Higl                 | Serbia (SRB)                  | 2:28.38 |       |
| 26   | 2    | 6     | Martina Moravcikova       | República Checa (CZE)         | 2:28.54 |       |
| 27   | 1    | 5     | Alia Atkinson             | Jamaica (JAM)                 | 2:28.77 |       |
| 28   | 2    | 4     | Hrafnhildur Luthersdottir | Islandia (ISL)                | 2:29.60 |       |
| 29   | 1    | 4     | Anna Sztankovics          | Hungría (HUN)                 | 2:29.67 |       |
| 30   | 2    | 7     | Dilara Busa Gunaydin      | Turquía (TUR)                 | 2:30.64 |       |
| 31   | 2    | 1     | Sarra Lajnef              | Túnez (TUN)                   | 2:31.15 |       |
| 32   | 2    | 2     | Jenna Laukkanen           | Finlandia (FIN)               | 2:31.23 |       |
| 33   | 2    | 3     | Tanja Smid                | Eslovenia (SLO)               | 2:32.19 |       |
| 34   | 1    | 3     | Dariya Talanova           | Kirguistán (KGZ)              | 2:38.01 |       |

### Semifinal

#### Semifinal 1
| Rank | Línea | Nombre          | Nacionalidad         | Tiempo  | Notas |
| ---- | ----- | --------------- | -------------------- | ------- | ----- |
| 1    | 4     | Rikke Pedersen  | Dinamarca (DEN)      | 2:22.23 | Q     |
| 2    | 1     | Yulia Yefímova  | Rusia (RUS)          | 2:23.02 | Q     |
| 3    | 5     | Micah Lawrence  | Estados Unidos (USA) | 2:23.39 | Q     |
| 4    | 2     | Sally Foster    | Australia (AUS)      | 2:24.46 | Q     |
| 5    | 6     | Suyeon Back     | Corea del Sur (KOR)  | 2:24.67 |       |
| 6    | 3     | Joline Hostman  | Suecia (SWE)         | 2:24.77 |       |
| 7    | 7     | Kanako Watanabe | Japón (JPN)          | 2:27.32 |       |
| 8    | 8     | Tessa Wallace   | Australia (AUS)      | 2:27.38 |       |

#### Semifinal 2
| Rank | Línea | Nombre            | Nacionalidad                  | Tiempo  | Notas |
| ---- | ----- | ----------------- | ----------------------------- | ------- | ----- |
| 1    | 4     | Rebecca Soni      | Estados Unidos (USA)          | 2:20.00 | Q, RM |
| 2    | 5     | Satomi Suzuki     | Japón (JPN)                   | 2:22.40 | Q     |
| 3    | 2     | Suzaan van Biljon | Sudáfrica (RSA)               | 2:23.21 | Q     |
| 4    | 1     | Martha McCabe     | Canadá (CAN)                  | 2:24.09 | Q     |
| 5    | 7     | Sara El Bekri     | Marruecos (MAR)               | 2:25.86 |       |
| 6    | 3     | Anastasia Chaun   | Rusia (RUS)                   | 2:26.08 |       |
| 7    | 6     | Liping Ji         | República Popular China (CHN) | 2:27.26 |       |
| 8    | 8     | Darae Jeong       | Corea del Sur (KOR)           | 2:28.74 |       |

### Final
| Rank              | Línea | Nombre            | Nacionalidad         | Tiempo  | Notas |
| ----------------- | ----- | ----------------- | -------------------- | ------- | ----- |
| Medalla de oro    | 4     | Rebecca Soni      | Estados Unidos (USA) | 2:19.59 | RM    |
| Medalla de plata  | 3     | Satomi Suzuki     | Japón (JPN)          | 2:20.72 |       |
| Medalla de bronce | 6     | Yulia Yefímova    | Rusia (RUS)          | 2:20.92 | RE    |
| 4                 | 5     | Rikke Pedersen    | Dinamarca (DEN)      | 2:21.65 |       |
| 5                 | 1     | Martha McCabe     | Canadá (CAN)         | 2:23.16 |       |
| 6                 | 7     | Micah Lawrence    | Estados Unidos (USA) | 2:23.27 |       |
| 7                 | 2     | Suzaan van Biljon | Sudáfrica (RSA)      | 2:23.72 |       |
| 8                 | 8     | Sally Foster      | Australia (AUS)      | 2:26.00 |       |